# 腺毛锦香草
腺毛锦香草（学名：Phyllagathis velutina）为野牡丹科锦香草属下的一个种。

## 扩展阅读
- 維基物種上的相關：腺毛锦香草